# Jeep Renegade (prototipo)
El Jeep Renegade es un prototipo de automóvil todoterreno híbrido con carrocería tipo roadster presentado en enero de 2008 por la empresa automovilística estadounidense Jeep durante el Salón del Automóvil de Detroit. Diseñado como escaparate de tecnologías verdes, nunca llegó a ser llevado a producción. Con el mismo nombre pero seis años después, en 2014, se presentaba el Jeep Renegade.

## Descripción

### Carrocería
La carrocería es de tipo roadster. Los materiales utilizados para las puertas y los asientos están obtenidos de la soja y la zona de carga se diseñó para dar cabida a todo tipo de equipos deportivos, desde bicicletas de montaña a motos de agua.

### Motores
El Renegade cuenta con un motor eléctrico sobre cada uno de los ejes, permitiéndole una autonomía de 40 millas en funcionamiento totalmente eléctrico, pudiendo ser ampliada al equipar un motor diésel Bluetec 1.5 de litros de cilindrada.

## Galería

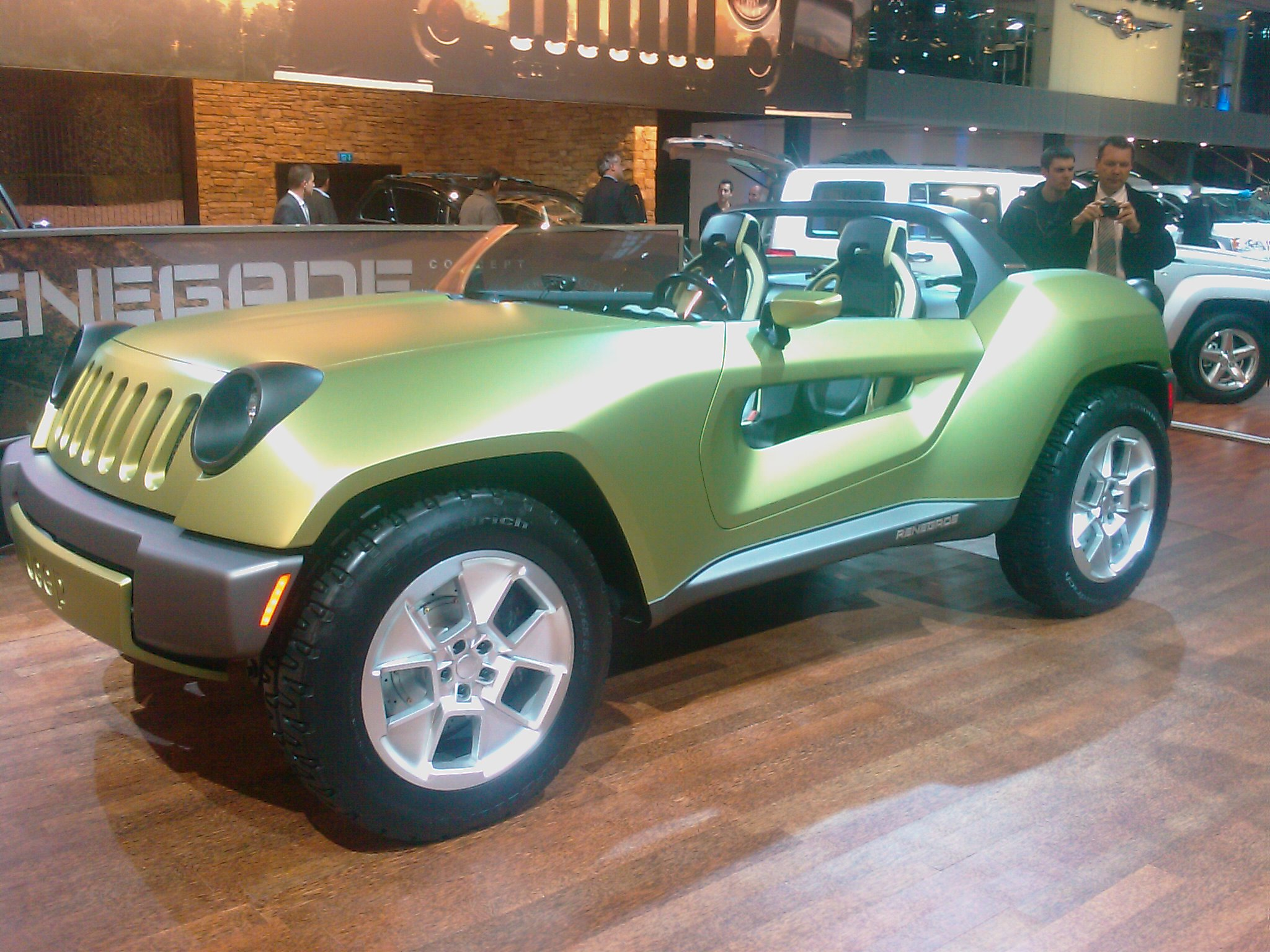
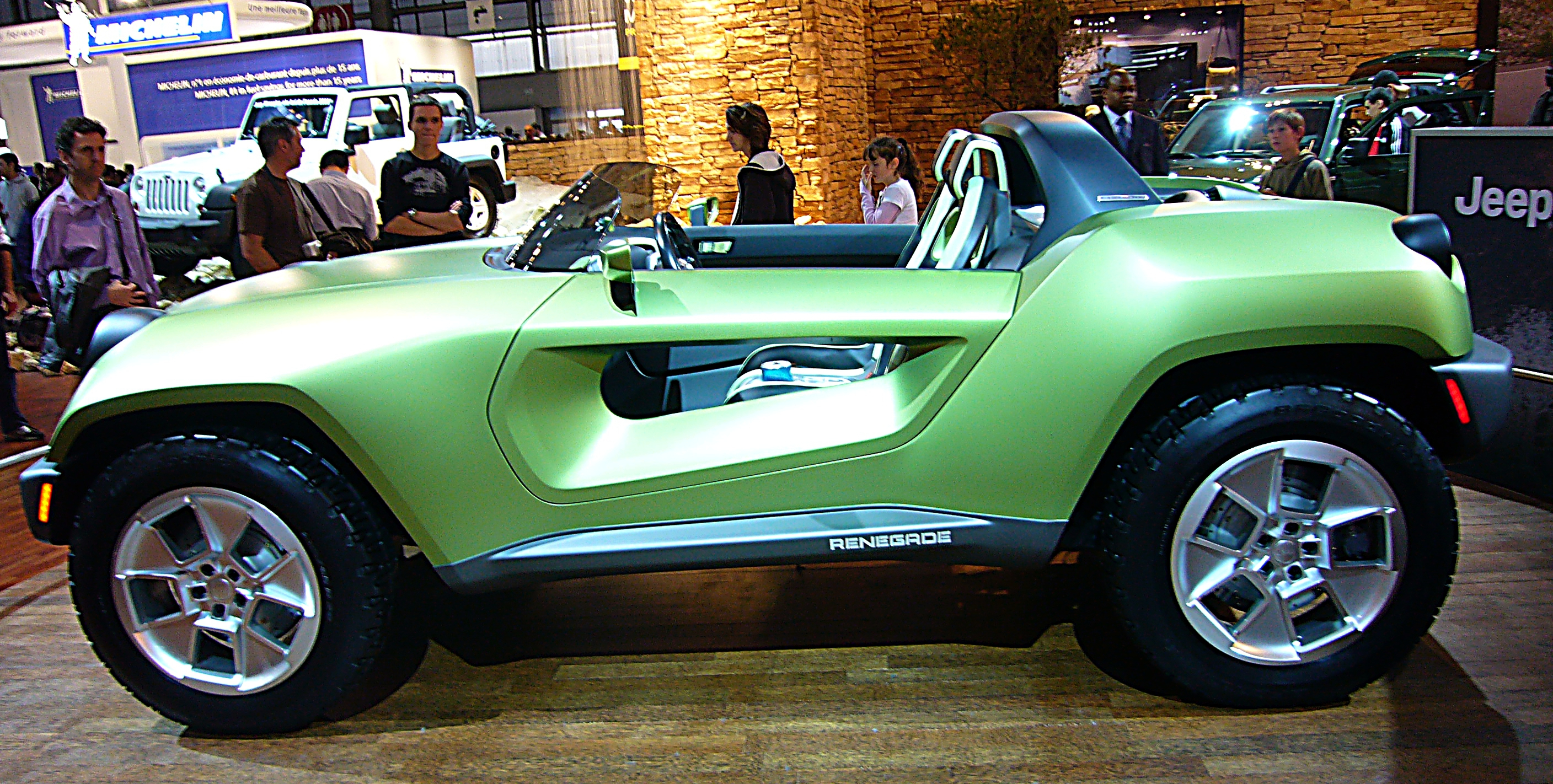
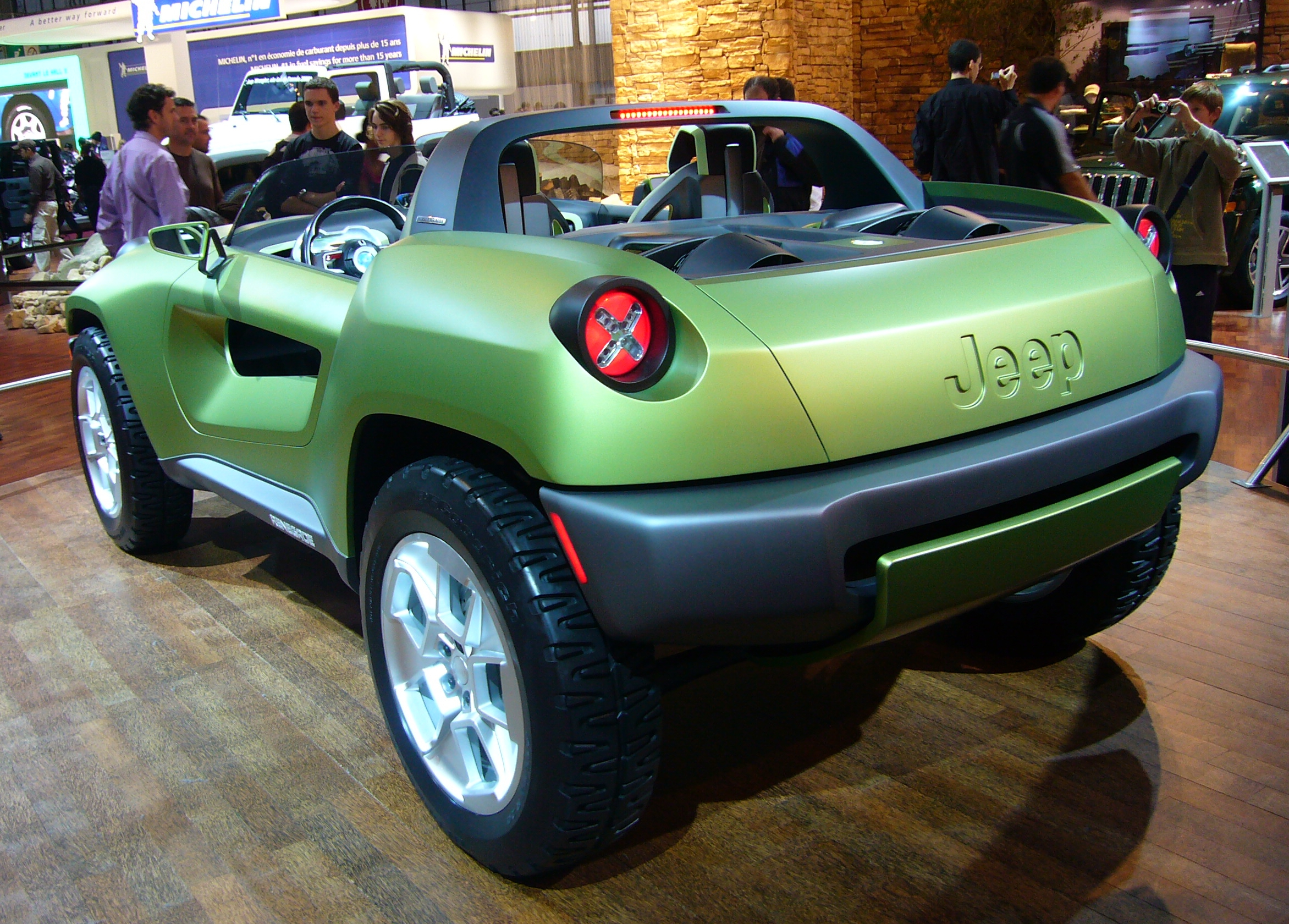